# Rhyssemus germanus
Rhyssemus germanus is een keversoort uit de familie van de bladsprietkevers (Scarabaeidae). De wetenschappelijke naam is gepubliceerd in 1767 door Linnaeus.